# 강경민 (핸드볼 선수)
강경민(1996년 11월 8일~)은 대한민국의 핸드볼 선수로 포지션은 센터백이다. 현재 핸드볼코리아리그의 구단 SK 슈가글라이더즈 소속으로 활동하고 있다. 인천비즈니스고등학교 재학 중 2014년 하계 청소년 올림픽에 출전하여 금메달을 획득했고, 2020년, 2024년 올림픽에 참가했다. 2022년 아시안 게임에서는 은메달을 획득했다.

## 선수 경력
어린 시절 공을 가지고 노는 것을 좋아했고, 초등학교 4학년 때 핸드볼을 시작했다. 인천비즈니스고등학교 재학 중 교내 핸드볼팀 주장을 맡았으며 2014년 전국종별핸드볼선수권대회 및 협회장배 전국중고핸드볼선수권대회 우승에 일조했다. 협회장배 대회에서는 MVP를 수상했다. 이후 2015 여자 실업핸드볼 신인 드래프트에서 전체 2순위로 광주도시공사 여자 핸드볼단에 지명받았다. 데뷔 후 첫 시즌 118득점, 33도움을 기록하며 신인왕을 받았다.
발목과 무릎 부상 등이 있었고  개인 사정 등으로 핸드볼을 그만뒀었다. 하지만 오세일 감독의 설득으로 2019-2020시즌에 광주도시공사에 복귀했다. 2019-2020시즌에 MVP로 선정되었다. 베스트7에도 선정되었으며,123득점을 기록하며 득점왕을 수상해 3관왕을 달성했다. 2020-2021 시즌에도 206골을 기록하며 득점왕을 수상했고 2연속 MVP에 선정되었다. 2022년 1월 28일 컬러플 대구과의 경기에서 개인 통산 600득점을 달성했다. 2022-2023 시즌 챔피언 결정전 2차전에서 6골을 득점했지만 팀이 23-24로 패하며 준우승했다.
2022 - 2023시즌 종료 후 FA자격을 받아 SK 슈가글라이더즈로 이적했다. 2024년 2월 18일 광주도시공사과의 경기에서 5어시스트를 기록하며 개인 통산 400어시스트를 달성했다.  2023- 2024시즌 SK 슈가글라이더즈는 정규리그 1위에 이어 챔피언결정전에서 삼척시청 상대로 2승을 하며 우승했고 초대 챔피언에 등극했다. 챔피언전 종료 후 발표된 시상식에서 챔피언전 MVP와 베스트7에 선정되었다.

## 국가대표 경력
2013년에 대한민국 유소년 국가대표팀에 처음 발탁되었고 그 해 9월에 태국 방콕에서 열린 아시아 유스 선수권 대회에 참가했다. 대한민국팀은 이 대회에서 일본팀을 꺾으며 우승을 차지했다. 이듬해인 2014년 난징에서 열린 2014년 하계 청소년 올림픽에 대한민국 대표팀의 일원으로 참가했다. 예선전에서 러시아에 패했으나, 결승전에서 다시 만나 12골을 기록했고 32-31로 이기며 금메달을 획득했다. 2014년 세계 주니어 여자 핸드볼 선수권 대회와 2020년 하계 올림픽에도 참가했다. 2022년 아시안 게임에서는 결승까지 진출했으나 일본과의 경기에서 19-29로 패하며 우승에 실패했고 은메달을 획득했다.

## 수상 내역
- 2015 핸드볼코리아리그 신인왕
- 2019-2020, 2020-2021 핸드볼코리아리그 MVP
- 2019-2020, 2020-2021, 2022-2023 핸드볼코리아리그 득점왕
- 2019-2020, 2021-2022, 2022-2023 핸드볼코리아리그 베스트7
- 2023-2024 핸드볼 H리그 베스트7
- 2023-2024 핸드볼 H리그 챔피언전 MVP[17]